# Eusebio Guiñazú
Eusebio Guiñazú (Mendoza, 15 gennaio 1982) è un rugbista a 15 argentino, dal 2011 pilone-tallonatore del Munster Rugby.

## Biografia
Proveniente dal Mendoza Rugby Club, con il quale esordì nel campionato provinciale in Argentina, fu selezionato per la prima volta a livello internazionale nel 2003, esordendo a Montevideo contro il Paraguay nel corso del Sudamericano di quell'anno.
Nel 2005 divenne professionista e si trasferì in Francia al Tolone e, dopo una sola stagione, all'Agen.
Nel 2007 prese parte con l'Argentina alla Coppa del Mondo in Francia: benché inizialmente non incluso da Marcelo Loffreda nella lista dei 30 convocati, fu chiamato per sostituire l'infortunato Mario Ledesma nella finale per il terzo posto, poi vinta, contro i padroni di casa francesi.
Nel luglio 2009, dopo la retrocessione in Pro D2 dell'Agen, Guiñazú s'è visto rescindere il contratto dal club, alle prese con una crisi economica che lo ha indotto a ridurre costi e ingaggi; solo un mese prima il giocatore aveva preso parte alla serie di incontri di metà anno disputati dai Pumas con base nel Regno Unito.
Tornato temporaneamente in Argentina e messosi a disposizione del Mendoza in attesa di ingaggio professionistico, a novembre accettò l'offerta della franchigia sudafricana degli Stormers, compagine che milita nel Super Rugby SANZAR, nella stagione 2010; tornato in Europa fu ingaggiato dal Biarritz e, poco meno di un anno dopo, si trasferì al Tolosa.

## Palmarès
- Campionati sudamericani: 2
Argentina: 2003, 2004